# Kornwestheim
Kornwestheim est une ville située en République fédérale d'Allemagne dans le Land du Bade-Wurtemberg.

## Histoire
| Appartenances historiques Comté de Wurtemberg 1303-1442 Comté de Wurtemberg-Stuttgart 1442-1482 Comté de Wurtemberg 1482-1495 Duché de Wurtemberg 1495-1803 Électorat de Wurtemberg 1803–1806 Royaume de Wurtemberg 1806–1871 Empire allemand 1871-1918 République de Weimar 1918–1933 Reich allemand 1933–1945 Allemagne occupée 1945–1949 Allemagne de l'Ouest 1949–1990 Allemagne 1990-présent |

## Monuments
La tour de l'hôtel de ville (Paul Bonatz 1935) est un château d'eau.

## Jumelages
La ville de Kornwestheim est jumelée avec :
- Villeneuve-Saint-Georges (France)
- Eastleigh (Angleterre)